# マクトゥーム・ビン・ラーシド・アール・マクトゥーム・スタジアム
マクトゥーム・ビン・ラーシド・アール・マクトゥーム・スタジアム(アラビア語: استاد مكتوم بن راشد آل مكتوم、英: Maktoum Bin Rashid Al Maktoum Stadium)は、アラブ首長国連邦のドバイにある多目的スタジアムである。英語風にマクトゥーム・ビン・ラシード・アル・マクトゥーム・スタジアムと呼ばれることもある。また、省略してマクトゥーム・ビン・ラシード・スタジアムと呼ばれることもある。

## 概要
スタジアム名のマクトゥーム・ビン・ラーシド・アール・マクトゥームとは2006年までドバイ首長国の首長を務めたマクトゥーム・ビン・ラーシド・アール・マクトゥームのこと。収容人数は12,000人。主にサッカーの試合に用いられ、アラビアン・ガルフ・リーグに所属するアル・シャバーブ・アル・アラビークラブがホームスタジアムとして使用している。

## 交通アクセス
ドバイ・センチュリーモールに隣接している。ドバイメトログリーンラインのアル・キヤーダ駅より徒歩約10分。